# Blue Moon
A Blue Moon egy örökzöld dal. 1934-ben írta Richard Rodgers és Lorenz Hart.

## Szövege
A cím jelentése: 'kék hold'. A szöveg egy ismert angol kifejezésre utal: az „once in a blue moon” jelentése: nagyon ritkán. (A kék hold jelentheti az egy hónapon belül előforduló második vagy az egy évszakon belül előforduló negyedik teliholdat.) Az énekes arra utal, az, hogy szerencséje van és nem lesz többé magányos, olyan valószínűtlenül ritka, mint a kék hold. A kék egyben a szomorúság jelképe is (az angolban a 'blue' kéket és szomorút is jelent), és így arra is utal, az énekes szomorú, amíg nem talál rá a szerelem.

## Története

### A dal születése, korai változatai
Richard Rodgerset és Lorenz Hartot a Metro-Goldwyn-Mayer 1933 májusában szerződtette le. Nemsokára megbízást kaptak a stúdiótól, hogy írjanak dalokat a Hollywood Party című filmhez, melyben a MGM leghíresebb színészei kaptak szerepet.
Rodgers később elmondta a dalról, hogy az egyik első változathoz azt képzelték el, hogy Jean Harlow fiatal lányként azért imádkozik, hogy filmsztár lehessen. (Oh Lord, if you're not busy up there,/I ask for help with a prayer/So please don't give me the air – „Ó, Uram, ha nem vagy túl elfoglalt odafenn/Egy imában kérem a segítségedet/Kérlek, ne fordíts hátat nekem.”) Még nem tudták, hogy fog illeni a filmbe, de a kiadatlan, soha fel nem vett dal szerzői jogát 1933. július 10-én bejegyeztették MGM Song #225 „Prayer (Oh Lord, make me a movie star)” címmel, 1933. június 14-ei dátummal.
Lorenz Hart új szöveget írt a dalhoz, hogy az 1934-ben bemutatandó Manhattan Melodrama főcímdala legyen. (Act One:/You gulp your coffee and run;/Into the subway you crowd./Don’t breathe, it isn’t allowed. – „Első felvonás:/Felhajtod a kávéd és rohansz/Felfurakodsz a metróra/Ne lélegezz, nem szabad.”) A dalt, mely ekkor az It's Just That Kind of Play címet is viselte, kivágták a filmből a bemutató előtt, és kiadatlan dalként jegyeztették be a szerzői jogait 1934. március 30-án. A stúdió éjszakai szórakozóhely témájú dalt kért, és Rodgersnek még mindig tetszett a dallam, ezért Hart újabb szöveget írt hozzá, és átnevezte a dalt The Bad in Every Man címre. (Oh, Lord …/I could be good to a lover,/But then I always discover/The bad in ev’ry man. – „Ó, Uram/Jó tudnék lenni egy szeretőhöz/De aztán mindig felfedezem/Minden férfiban a rosszat.”) A dalt a feketének maszkírozott Shirley Ross énekelte, és a kottája is megjelent, de nem lett sláger.
A filmbemutató után Jack Robbins, az MGM kiadóvállalatának vezetője úgy döntött, a dal elég jó ahhoz, hogy megjelenjen kereskedelmi forgalomban, de romantikusabb szövegre és figyelemfelkeltő címre van szüksége. Hart eleinte vonakodott attól, hogy még egy, negyedik szöveget is írjon, végül azonban beleegyezett. Így született meg a Blue Moon mai szövege: Blue moon/you saw me standing alone/without a dream in my heart/without a love of my own. – „Kék hold/láttál magányomban/álom nem volt a szívemben/nem talált rám a szerelem.” A dalnak eleinte volt még egy versszaka, ami a köztudatban élő első versszak előtt állt. Eric Clapton és Rod Stewart is felhasználta ezt a versszakot, amikor feldolgozta a dalt.

### Népszerűség
Robbins engedélyezte, hogy a Hollywood Hotel rádióprogram főcímdalaként használja a dalt. 1935. január 15-én Connee Boswell felénekelte a Brunswick Recordsnál. A MGM-nek ezután még legalább hét filmjében felcsendült a dal, közte a Marx fivérek At the Circus és Viva Las Vegas című filmjeiben. A dal a Grease musical filmváltozatában, a táncverseny jelenet végén is hallható.
Dacára annak, hogy a harmincas és negyvenes években többek feldolgozták a dalt, egészen 1949-ig nem született olyan változat, amely újra slágerlista-helyezett lett volna. 1949-ben Billy Eckstine swing-énekes és Mel Tormé dzsesszénekes változatai is listára kerültek.
A dal első rock and roll-változatát Elvis Presley készítette el, de a legnagyobb port a The Marcels doo-wop-együttes változata kavarta. Ez a rendkívül kreatív feldolgozás, amely a régi dalelemek felismerhető megtartása mellett úgy egészítette ki saját elgondolásaival a zenét és a szöveget, hogy az hangzásában és hangulatában immár teljesen eltérő legyen a megszokott változatoktól, három hétig vezette a Billboard Pop slágerlistát és listavezető lett az R&B-slágerlistán is. Egymillió példányban kelt el, és felkerült a The Rock and Roll Hall of Fame 500 dal, ami alakította a rock and rollt listájára.
A dal The Marcels-féle változata az 1985-ös amerikai vígjátéknak, az Önkénteseknek a főcímzenéje volt.

## Előadói
- Connee Boswell
- Al Bowlly
- Louis Armstrong
- Tony Bennett Ella Fitzgeralddal
- Eric Clapton (1967)
- Sam Cooke
- Bob Dylan (1970)
- Dizzy Gillespie
- Billie Holiday
- Mark Isham Tanita Tikarammal
- Frankie Laine
- Dean Martin
- Liza Minnelli
- Samantha Mumba
- Elvis Presley (kislemezen is megjelent)
- Django Reinhardt
- Sha-Na-Na együttes (a filmben Johnny Casino and the Gamblers néven) a Grease című film táncverseny jelenetének a végén
- Cybill Shepherd és Bruce Willis a Moonlighting című tévésorozatban (a detektívügynökség neve a sorozatban Blue Moon Investigations, magyarul Kék Hold Nyomozóiroda)
- Frank Sinatra
- Billy Eckstine
- Mel Tormé
- Rod Stewart
- The Marcels(wd)